# Eugen Sfetescu
Eugen (Gogu) Sfetescu (n. 1907, București, România) a fost un rugbist român, care a participat cu echipa de rugbi la Jocurile Olimpice de vară din 1924 desfășurate la Paris - olimpiadă la care echipa României a obținut medalia de bronz, prima medalie cucerită de un român la o olimpiadă.

## Legături externe
- en Eugen Sfetescu la Olympedia.org